# Is It Any Wonder? (EP)
Is It Any Wonder? è un EP del cantautore britannico David Bowie, pubblicato postumo nel 2020. Consiste principalmente in canzoni già note di Bowie da lui registrate nuovamente durante le sessioni dell'album Earthling (1997) e le prove dell'Earthling Tour di inizio 1997.

## Descrizione
Molte delle tracce incluse nell'EP non erano mai state pubblicate in precedenza in queste nuove versioni. La traccia strumentale Fun deriva dal brano Fame, rielaborato da Bowie nel 1997 per l'Earthling Tour come Is it Any Wonder?. La canzone ebbe origine insieme a altri brani registrati durante le prove pre-tour all'inizio del 1997, integrati con una versione live di Fame registrata nel giugno 1997, e poi mixata da Mark Plati e Reeves Gabrels ai Looking Glass Studios di New York e ai Sony Music Studios nel febbraio 1998. Il brano di questo EP è stato remixato da Danny Saber. Prima della sua uscita, la canzone veniva occasionalmente chiamata Funhouse. Un remix alternativo della traccia è stato pubblicato in LiveAndWell.com.
Il remix "elettronico" di The Man Who Sold the World venne originariamente pubblicato nel 1995 come B-side del singolo Strangers When We Meet. Questa versione fu creata partendo da un'incisione del pezzo da parte della band in studio il 30 ottobre 1995, alla quale Eno "aggiunse alcuni cori di sottofondo ed effetti sonori vari".
Stay '97, una versione aggiornata di Stay, pubblicata in origine nel 1976 nell'album Station to Station, fu registrata nel 1997 presso gli studi The Factory a Dublino e mixata a metà 1997. Il brano dei Tin Machine I Can't Read venne ri-registrato due volte da Bowie nel 1996, una volta per l'inclusione nella colonna sonora del film Tempesta di ghiaccio (1997), e una seconda volta per l'album Earthling, dal quale però fu esclusa all'ultimo momento in favore di The Last Thing You Should Do. Baby Universal '97, sempre dei Tin Machine, fu ri-registrata per Earthling, ma anche lei scartata alla fine.
Nuts, traccia prevalentemente strumentale di Bowie, Gabrels e Plati, fu incisa nel novembre 1996, e varebbe dovuto essere una bonus track, ma rimase inedita fino alla pubblicazione di questo EP.

## Pubblicazione
In previsione della pubblicazione dell'EP, le tracce furono rese disponibili in stream, una a settimana, a patire dal gennaio 2020. L'intero EP fu reso disponibile via streaming a partire dal 14 febbraio 2020, e in formato fisico nel marzo 2020.

## Tracce
1. Baby Universal '97 – 3:13
2. Fun (Clownboy mix) – 3:11
3. Stay '97 – 7:30
4. I Can't Read '97 – 5:27
5. Nuts – 5:21
6. The Man Who Sold the World (Live Eno Mix) – 3:33